# Star-Trek-Belletristik
Die Star-Trek-Belletristik besteht aus belletristischer Literatur, die vor allem Romane, Kurzgeschichten und Comics beinhaltet und die im fiktiven Star-Trek-Universum handelt. Manche davon erzählen Fernsehserienepisoden und Kinofilme nach; die meisten stellen eigenständige Geschichten dar, deren Inhalt von den Produzenten der Fernsehserien in der Regel aber nicht berücksichtigt wird. Ungefähr seit Anfang der 2000er Jahre sprechen sich die Autoren jedoch untereinander ab und seitdem ist eine Kontinuität der Ereignisse in den Romanen zu beobachten, die sich besonders in Crossovern wie Destiny, Typhon Pact und The Fall manifestiert. Insgesamt gibt es mehr als 700 Bände aus dem Star-Trek-Universum. Sie gehören zum Subgenre Film-Tie-ins.

## Romane und Kurzgeschichten

### Überblick
Die folgende Tabelle gibt einen Überblick über die Hauptreihen, in denen Romane und andere, kürzere Geschichten erschienen sind.
Die Farben in der Spalte Jh. symbolisieren das Jahrhundert, in dem die Handlung der Reihe hauptsächlich angesiedelt ist: 22. Jahrhundert, 23. Jahrhundert und 24. Jahrhundert.

#### Klassische und Zeichentrick-Serie
| Hauptreihe; wesentlicher englischer Hauptreihentitel | US-Verlag                                                        | Englisch ab | Deutscher Reihentitel                                  | Deutscher Verlag | Deutsch ab | Jh. | Erklärung |
| Star Trek, Star Trek: The Original Series            | Bantam Books                                                     | 1967        | Enterprise – Der preisgekrönte Welterfolg im Fernsehen | Williams         | 1972       | 23. | Die Geschichten in diesen Bänden basieren primär auf der Realfilm-Fernsehserie Raumschiff Enterprise und den auf ihr basierenden Kinofilmen 1 bis 6. |
| Star Trek, Star Trek: The Original Series            | Bantam Books                                                     | 1967        | Terra Astra Science Fiction Romane                     | Pabel-Moewig     | 1976       | 23. | Die Geschichten in diesen Bänden basieren primär auf der Realfilm-Fernsehserie Raumschiff Enterprise und den auf ihr basierenden Kinofilmen 1 bis 6. |
| Star Trek, Star Trek: The Original Series            | Bantam Books                                                     | 1967        | Terra Science Fiction Roman                            | Pabel-Moewig     | 1978       | 23. | Die Geschichten in diesen Bänden basieren primär auf der Realfilm-Fernsehserie Raumschiff Enterprise und den auf ihr basierenden Kinofilmen 1 bis 6. |
| Star Trek, Star Trek: The Original Series            | Bantam Books                                                     | 1967        | Die Original-Abenteuer von Raumschiff Enterprise       | Goldmann         | 1989       | 23. | Die Geschichten in diesen Bänden basieren primär auf der Realfilm-Fernsehserie Raumschiff Enterprise und den auf ihr basierenden Kinofilmen 1 bis 6. |
| Star Trek, Star Trek: The Original Series            | Whitman Publishing                                               | 1968        | Star Trek                                              | Franz Schneider  | 1970       | 23. | Die Geschichten in diesen Bänden basieren primär auf der Realfilm-Fernsehserie Raumschiff Enterprise und den auf ihr basierenden Kinofilmen 1 bis 6. |
| Star Trek, Star Trek: The Original Series            | Pocket Books, Gallery Books, Simon & Schuster Audio, Pocket Star | 1979        | Playboy SF                                             | Pabel-Moewig     | 1980       | 23. | Die Geschichten in diesen Bänden basieren primär auf der Realfilm-Fernsehserie Raumschiff Enterprise und den auf ihr basierenden Kinofilmen 1 bis 6. |
| Star Trek, Star Trek: The Original Series            | Pocket Books, Gallery Books, Simon & Schuster Audio, Pocket Star | 1979        | Star Trek, Star Trek Classic                           | Heyne            | 1982       | 23. | Die Geschichten in diesen Bänden basieren primär auf der Realfilm-Fernsehserie Raumschiff Enterprise und den auf ihr basierenden Kinofilmen 1 bis 6. |
| Star Trek, Star Trek: The Original Series            | Pocket Books, Gallery Books, Simon & Schuster Audio, Pocket Star | 1979        | Star Trek: Die Anfänge                                 | Heyne            | 1989       | 23. | Die Geschichten in diesen Bänden basieren primär auf der Realfilm-Fernsehserie Raumschiff Enterprise und den auf ihr basierenden Kinofilmen 1 bis 6. |
| Star Trek, Star Trek: The Original Series            | Pocket Books, Gallery Books, Simon & Schuster Audio, Pocket Star | 1979        | Star Trek: Starfleet Kadetten, Starfleet Academy       | Heyne            | 1996       | 23. | Die Geschichten in diesen Bänden basieren primär auf der Realfilm-Fernsehserie Raumschiff Enterprise und den auf ihr basierenden Kinofilmen 1 bis 6. |
| Star Trek, Star Trek: The Original Series            | Pocket Books, Gallery Books, Simon & Schuster Audio, Pocket Star | 1979        | Star Trek Classic                                      | VGS              | 1996       | 23. | Die Geschichten in diesen Bänden basieren primär auf der Realfilm-Fernsehserie Raumschiff Enterprise und den auf ihr basierenden Kinofilmen 1 bis 6. |
| Star Trek, Star Trek: The Original Series            | Pocket Books, Gallery Books, Simon & Schuster Audio, Pocket Star | 1979        | Star Trek, Starfleet Academy                           | Cross Cult       | 2009       | 23. | Die Geschichten in diesen Bänden basieren primär auf der Realfilm-Fernsehserie Raumschiff Enterprise und den auf ihr basierenden Kinofilmen 1 bis 6. |
| Star Trek, Star Trek: The Original Series            | Wanderer Books                                                   | 1982        |                                                        |                  |            | 23. | Die Geschichten in diesen Bänden basieren primär auf der Realfilm-Fernsehserie Raumschiff Enterprise und den auf ihr basierenden Kinofilmen 1 bis 6. |
| Star Trek (Zeichentrickserie)                        | Ballantine Books                                                 | 1974        | Raumschiff Enterprise: Die neuen Abenteuer             | Goldmann         | 1993       | 23. | Diese Bände basieren auf der Zeichentrick-Fernsehserie Die Enterprise.                                                                               |
| Star Trek (Zeichentrickserie)                        | Ballantine Books                                                 | 1974        | Raumschiff Enterprise: Die neuen Abenteuer             | Loewe            | 1994       | 23. | Diese Bände basieren auf der Zeichentrick-Fernsehserie Die Enterprise.                                                                               |
| Star Trek (Handlung im Kelvin-Zeitstrahl)            | Pocket Books                                                     | 2009        | Star Trek                                              | Cross Cult       | 2009       | 23. | Diese Bände basieren auf den Kinofilmen, die im Kelvin-Zeitstrahl handeln, der im Film Star Trek eingeführt wurde.                                   |

#### Andere Serien von US-Verlagen
Diese Reihen erschienen auf Englisch ursprünglich bei den Simon-&-Schuster-Imprints Pocket Books, Gallery Books oder Simon & Schuster Audio.
| Hauptreihe; wesentlicher englischer Hauptreihentitel   | Englisch ab | Deutscher Reihentitel                                                                  | Deutscher Verlag | Deutsch ab | Jh. | Erklärung |
| Star Trek: The Next Generation                         | 1987        | Star Trek: Die nächste Generation (bis 1995), Star Trek: The Next Generation (ab 1996) | Heyne            | 1989       | 24. | Die Geschichten in diesen Bänden basieren primär auf der Fernsehserie Raumschiff Enterprise – Das nächste Jahrhundert und den auf ihr basierenden Kinofilmen 7 bis 10. |
| Star Trek: The Next Generation                         | 1987        | Star Trek: Starfleet Kadetten, Starfleet Academy                                       | Heyne            | 1995       | 24. | Die Geschichten in diesen Bänden basieren primär auf der Fernsehserie Raumschiff Enterprise – Das nächste Jahrhundert und den auf ihr basierenden Kinofilmen 7 bis 10. |
| Star Trek: The Next Generation                         | 1987        | Star Trek, Star Trek: The Next Generation                                              | VGS              | 1995       | 24. | Die Geschichten in diesen Bänden basieren primär auf der Fernsehserie Raumschiff Enterprise – Das nächste Jahrhundert und den auf ihr basierenden Kinofilmen 7 bis 10. |
| Star Trek: The Next Generation                         | 1987        | Star Trek: The Next Generation                                                         | Cross Cult       | 2009       | 24. | Die Geschichten in diesen Bänden basieren primär auf der Fernsehserie Raumschiff Enterprise – Das nächste Jahrhundert und den auf ihr basierenden Kinofilmen 7 bis 10. |
| Star Trek: Deep Space Nine                             | 1993        | Star Trek: Deep Space Nine                                                             | Heyne            | 1993       | 24. | Die Geschichten in den Bänden dieser Reihe basieren primär auf der Fernsehserie Star Trek: Deep Space Nine. |
| Star Trek: Deep Space Nine                             | 1993        | Star Trek: Starfleet Kadetten, Starfleet Academy                                       | Heyne            | 1995       | 24. | Die Geschichten in den Bänden dieser Reihe basieren primär auf der Fernsehserie Star Trek: Deep Space Nine. |
| Star Trek: Deep Space Nine                             | 1993        | Star Trek: Deep Space Nine                                                             | VGS              | 1995       | 24. | Die Geschichten in den Bänden dieser Reihe basieren primär auf der Fernsehserie Star Trek: Deep Space Nine. |
| Star Trek: Deep Space Nine                             | 1993        | Star Trek: Deep Space Nine                                                             | Cross Cult       | 2009       | 24. | Die Geschichten in den Bänden dieser Reihe basieren primär auf der Fernsehserie Star Trek: Deep Space Nine. |
| Star Trek: Voyager                                     | 1995        | Star Trek: Voyager                                                                     | Heyne            | 1995       | 24. | Die Geschichten in den Bänden dieser Reihe basieren primär auf der Fernsehserie Star Trek: Raumschiff Voyager. |
| Star Trek: Voyager                                     | 1995        | Star Trek: Voyager                                                                     | Cross Cult       | 2013       | 24. | Die Geschichten in den Bänden dieser Reihe basieren primär auf der Fernsehserie Star Trek: Raumschiff Voyager. |
| Star Trek: New Frontier                                | 1997        | Star Trek: Die neue Grenze                                                             | Heyne            | 1999       | 24. | Diese Bände enthalten Geschichten, die von dem Sternenflottenraumschiff Excalibur erzählen. |
| Star Trek: New Frontier                                | 1997        | Star Trek: New Frontier                                                                | Cross Cult       | 2011       | 24. | Diese Bände enthalten Geschichten, die von dem Sternenflottenraumschiff Excalibur erzählen. |
| Star Trek: S.C.E.                                      | 2000        | Star Trek: Corps of Engineers                                                          | Cross Cult       | 2014       | 24. | Diese Reihe erschien bei ihrer Erstveröffentlichung nur in Form von E-Books. Sie handelt von Mitgliedern des Ingenieurskorps der Sternenflotte und deren Raumschiff da Vinci. Die Reihe spielt hauptsächlich in der Zeit zwischen dem Handlungsende der Fernsehserie Deep Space Nine (2375) und dem Kinofilm Nemesis (2379).                                                        |
| Star Trek: Challenger                                  | 2001        |                                                                                        |                  |            | 23. | Diese Reihe erzählt von dem Sternenflottenraumschiff Challenger und schließt an die Roman-Miniserie New Earth an, die innerhalb der Hauptreihe Raumschiff Enterprise erstveröffentlicht wurde. |
| Enterprise (bis 2003), Star Trek: Enterprise (ab 2004) | 2001        | Enterprise                                                                             | Heyne            | 2002       | 22. | Die Geschichten in den Bänden dieser Reihe basieren primär auf der Fernsehserie Star Trek: Enterprise. |
| Enterprise (bis 2003), Star Trek: Enterprise (ab 2004) | 2001        | Star Trek: Enterprise                                                                  | Cross Cult       | 2011       | 22. | Die Geschichten in den Bänden dieser Reihe basieren primär auf der Fernsehserie Star Trek: Enterprise. |
| Enterprise (bis 2003), Star Trek: Enterprise (ab 2004) | 2001        | Star Trek: Rise of the Federation                                                      | Cross Cult       | 2017       | 22. | Die Geschichten in den Bänden dieser Reihe basieren primär auf der Fernsehserie Star Trek: Enterprise. |
| Star Trek: I.K.S. Gorkon, Star Trek: Klingon Empire    | 2003        |                                                                                        |                  |            | 24. | Diese Reihe handelt von dem klingonischen Raumschiff Gorkon und ging aus dem Roman Diplomatic Implausibility von Raumschiff Enterprise: Das nächste Jahrhundert sowie den beiden Crossover-Romanen The Brave and the Bold hervor. Die ersten drei Bände erschienen unter dem Reihentitel Star Trek: I.K.S. Gorkon, der vierte Band unter dem Reihentitel Star Trek: Klingon Empire. |
| Star Trek: Titan                                       | 2005        | Star Trek: Titan                                                                       | Cross Cult       | 2008       | 24. | Diese Reihe handelt von dem erstmals im Kinofilm Nemesis enthaltenen Raumschiff Titan mit Riker als Captain. |
| Star Trek: Vanguard                                    | 2005        | Star Trek: Vanguard                                                                    | Cross Cult       | 2008       | 23. | Diese Reihe spielt auf der Raumstation Vanguard und parallel zur Handlungszeit der Fünfjahresmission von Captain Kirk. Charakteristisch für diese Reihe sind romanübergreifende Handlungsbögen. |
| Star Trek: Corps of Engineers                          | 2006        |                                                                                        |                  |            | 24. | Mit dieser Reihe wurde die Reihe Star Trek: S.C.E. unter einem neuen Titel und, ohne die vorherige Nummerierung fortzuführen, fortgesetzt. |
| Star Trek: Department of Temporal Investigations       | 2011        |                                                                                        |                  |            | 24. | Diese Geschichten handeln von der Sternenflottenabteilung für temporale Ermittlungen, die erstmals in der Episode Immer die Last mit den Tribbles von Star Trek: Deep Space Nine eine Rolle spielt. |
| Star Trek: Seekers                                     | 2014        | Star Trek: Seekers                                                                     | Cross Cult       | 2017       | 23. | Diese Reihe folgt auf die Handlung der Reihe Star Trek: Vanguard und besteht im Unterschied zu Vanguard aus Romanen mit abgeschlossener Handlung. |
| Star Trek: Discovery                                   | 2017        | Star Trek: Discovery                                                                   | Cross Cult       | 2017       | 23. | Diese Romane basieren auf der Fernsehserie Star Trek: Discovery. |
| Star Trek: Picard                                      | 2020        | Star Trek: Picard                                                                      | Cross Cult       | 2020       | 24. | Diese Romane basieren auf der Fernsehserie Star Trek: Picard. |
| Star Trek: Prodigy                                     | 2023        | Star Trek: Prodigy                                                                     | Crocu            | 2020       | 24. | Diese Romane basieren auf der Fernsehserie Star Trek: Prodigy. |
| Star Trek: Strange New Worlds                          | 2023        |                                                                                        |                  |            | 23. | Diese Romane basieren auf der Fernsehserie Star Trek: Strange New Worlds. |

#### Serien von deutschen Verlagen
Diese Reihen erschienen erstmals auf Deutsch, beim deutschen Verlag Cross Cult.
| Deutscher Reihentitel | Deutsch ab | Jh. | Erklärung |
| Star Trek: Prometheus | 2016       | 24. | Diese Reihe stammt erstmals von deutschen Autoren und beginnt im Jahr 2385. Im Mittelpunkt der Handlung steht das Sternenflottenraumschiff U.S.S. Prometheus. |

### Veröffentlichungen von US-Verlagen

#### Bantam
Im Jahr 1967 erschien bei Bantam Books unter dem schlichten Titel „Star Trek“ eine Sammlung von sieben Kurzgeschichten, die der Science-Fiction-Autor James Blish auf der Grundlage von Drehbüchern zu Fernsehfolgen von „Raumschiff Enterprise“ verfasst hatte. Aufgrund der hohen Nachfrage erschien kurz darauf eine Zweitauflage, sowie ein Fortsetzungsband unter dem Titel „Star Trek 2“. Bis 1975 schrieb Blish insgesamt elf Anthologien dieser Art, sowie den ersten eigenständigen Star-Trek-Roman „Spock Must Die!“. Blishs Lebenspartnerin Judith Lawrence vollendete nach dessen Tod noch eine weitere Kurzgeschichtensammlung, und schuf außerdem eine unabhängige Geschichte um die Figur „Harry Mudd“.
Als das Potenzial von auf Drehbüchern basierenden Geschichten ausgeschöpft war, wurden unter der Aufsicht von Sondra Marshak und Myrna Culbreath unabhängige Anthologien unter dem Titel „Star Trek: The New Voyages“ herausgegeben. Bis 1980 erschienen außerdem insgesamt 13 monographische Neuerzählungen, zu denen unter anderem David Gerrold und Joe Haldeman Arbeiten beisteuerte. Die Romane der Bantam-Reihe wurden während dieser Zeit mehrmals mit jeweils anderen Titelbildern neuaufgelegt. Außerdem publizierte der Verlag zwölf Fotoromane.

#### Simon & Schuster/Pocket
Der inzwischen weit überwiegende Teil der Romane wurde und wird vom Pocket-Verlag veröffentlicht. 1979 erschien das begleitende Buch zu Star Trek: Der Film, ein halbes Jahr später „The Entropy Effect“ von Vonda N. McIntyre. Dieser Roman verkaufte sich überraschend gut, was vor allem auf ein im Vergleich zu bisherigen Publikationen höheres erzählerisches Niveau zurückzuführen war. Pocket wurde durch den bis heute anhaltenden Erfolg seiner Romanreihe dazu ermuntert, die ursprünglichen Pläne für eine auf nur vier bis fünf Bücher umfassende Serie über den Haufen zu werfen. Der Verlag diversifizierte seine Produktlinien ab Ende der 1980er, als die Produktion neuer Star-Trek-Fernsehserien begonnen hatte. Heute umfasst das Programm etwa 14 verschiedene Reihen, unter anderem auch eine Jugendbuchserie. Dazu kommen noch zehn Kurzserien. Insgesamt publizierte Pocket bisher etwa 500 Bücher, unter anderem auch gebundene Ausgaben.
Viele dieser Romane wurden als Hörbücher eingesprochen, häufig von Leonard Nimoy, James Doohan und George Takei. Eine kleine Anzahl wurde exklusiv als Hörbuch produziert. Außerdem existiert eine E-Book-Serie.

#### Andere
Das Verlagshaus Del Rey/Ballantine veröffentlichte eine Reihe von insgesamt zehn Taschenbüchern unter dem Titel „Star Trek Log“. Diese Romane enthielten Kurzgeschichten, welche auf den Drehbüchern zur Zeichentrickserie basierten. Der Autor dieser Geschichten war Alan Dean Foster. Abgesehen davon profilierte sich der Verlag jedoch vor allem mit Sekundärliteratur.
Der Whitman-Verlag publizierte lediglich „Mission to Horatius“ von Mack Reynolds (1968). Das Buch fand nur zögerlichen Absatz und wurde daher nur einmal aufgelegt.

### Veröffentlichungen deutscher Verlage
Im Franz Schneider Verlag erschien unter dem Titel „Notruf aus dem All“ Mack Reynolds Roman „Mission to Horatius“, während die zwölf Anthologien von James Blish vom Williams-Verlag publiziert wurden. Pabel/Moewig veröffentlichten Blishs Geschichten als Heftromane, jedoch unter anderen Titeln und anderer Reihenfolge. Auch die „New Voyages“-Serie wurde so von Pabel verlegt. Das Haus verkaufte außerdem die ursprünglich bei Bantam erschienenen Romane als „Terra-Taschenbücher“. Zuletzt wurden die Anthologien und Bantam-Romane, teilweise erneut unter anderem Titel, Anfang der 90er-Jahre im Goldmann Verlag veröffentlicht. Außerdem erschien bei „Playboy Science Fiction“ Gene Roddenberrys Begleitbuch zu Star Trek: Der Film.
Die in den USA vom Pocket-Verlag herausgegebenen Romane wurden im deutschsprachigen Raum zunächst vom Heyne Verlag veröffentlicht. Nach dem Jahrtausendwechsel gingen die Verkaufszahlen immer weiter zurück und seit der Übernahme des Verlags durch die Random-House-Gruppe wurden die Veröffentlichungen zuerst reduziert, und im Januar 2007 schließlich eingestellt. Im September 2007 übernahm der Cross Cult Verlag die Publikation neuer Bücher, die seit Februar 2008 wieder mehrmals im Jahr erscheinen.

#### Heyne
Der Verlag veröffentlichte folgende Pocket-Serien:
- Star Trek Classic (Romane zur „originalen“ Enterprise)
- Star Trek: The Next Generation
- Star Trek: Deep Space Nine
- Star Trek: Voyager
- Enterprise

Serienübergreifende Buchreihen erschienen zu folgenden Themen:
- Der Dominionkrieg (Der Krieg zwischen der Föderation und dem Dominion aus dem Gamma-Quadranten)
- Invasion (eine uralte Bedrohung durch „Aggressoren“ aus dem Deltaquadranten)
- Der Tag der Ehre (ein klingonischer Feiertag)
- Sektion 31 (eine Geheimorganisation in der Föderation)
- Die Badlands (ein unwirtlicher Bereich des Weltraums, in dem sich Terroristen und Verbrecher aufhalten)

Unabhängige Reihen
- Starfleet Kadetten (eine Jugendbuchreihe)
- Die neue Grenze (von Peter David neu erfundene Serie um den außerirdischen Starfleet-Captain Calhoun und dessen Crew)

#### Cross Cult
- Star Trek: Vanguard (Ein Spin-off zu Raumschiff Enterprise)
- Star Trek: Titan ist ein Spin-off zu Das nächste Jahrhundert, in dem die Abenteuer von Captain Riker und Counselor Troi auf der U.S.S. Titan erzählt werden, nach den Ereignissen des Films Star Trek: Nemesis (→ Hauptartikel: Star Trek: Titan).
- Star Trek: Destiny (ein Cross-over zwischen Titan, Das nächste Jahrhundert und Deep Space Nine), 2010 in drei Bänden veröffentlicht. Im Juni 2014 erschien ein Sammelband.
- Star Trek: The Next Generation, seit September 2009. Die Bücher handeln in der Zeit nach Nemesis, parallel zu Star Trek: Titan (→ Hauptartikel: Star Trek: The Next Generation (Literarische Fortsetzung nach Nemesis)).
- Star Trek: Deep Space Nine, seit Oktober 2009. Die Bücher gehören zum sogenannten DS9-Relaunch und führen die Geschichte nach dem Ende der Fernsehserie fort  (→ Hauptartikel: Star Trek: Deep Space Nine (Literarische Fortsetzung)).
- Star Trek: The Original Series, seit Dezember 2011. Die Bücher handeln von der originalen Enterprise-Serie.
- Star Trek: New Frontier, seit Januar 2011. Eine Buchreihe von Peter David, die etwa gleichzeitig mit den Next-Generation-Büchern handelt.
- Star Trek: Enterprise, seit April 2011. Setzt die Serie Star Trek: Enterprise nach ihrem Ende fort.
- Star Trek: Starfleet Academy, seit März 2012. Diese Reihe ist ein Prequel zum 2009 erschienenen Star-Trek-Film.
- Star Trek: Typhon Pact, Juni 2013 bis September 2014. Die Reihe knüpft an die Geschehnisse in Destiny an.
- Star Trek: Voyager, seit Oktober 2013 (→ Hauptartikel: Star Trek: Voyager (Literarische Fortsetzung))
- Star Trek: Corps of Engineers, seit April 2014.

### NachNemesisstattfindende Geschichten
Ein Teil der Romane spielt in der Zeit nach dem Kinofilm Nemesis. Die darin erzählten Geschichten sind auch von Crossovern zwischen den Hauptreihen The Next Generation, Deep Space Nine und Titan geprägt. Zu den Miniserien, die solche Crossover bilden, gehören Destiny, Typhon Pact und The Fall. Diese Miniserien erschienen, ebenso wie die Romane Die Gesetze der Föderation und Einzelschicksale, in keiner bestimmten Hauptreihe.

#### Destiny
Die Romantrilogie Star Trek: Destiny erschien 2008 auf Englisch und 2010 auf Deutsch und spielt im Jahr 2381. Sie handelt von einem verheerenden Angriff der Borg auf das Gebiet der Föderation. Die Borg erscheinen mit mehreren Kuben aus Subraumkorridoren und assimilieren nunmehr die für sie wertvollen Lebensformen. Binnen weniger Wochen werden durch den Angriff etwa 63 Milliarden Lebewesen getötet und ganze Planeten verwüstet. Die Sternenflottenraumschiffe Enterprise-E unter Captain Picard und Titan unter Captain Riker kämpfen gegen die Borg. Parallel zur Schilderung des Angriffs der Borg geht es in einem anderen Handlungsstrang um eine Expedition des Sternenflottenschiffs USS Aventine, das in Destiny neu eingeführt wird und von Captain Ezri Dax kommandiert wird. Im Gamma-Quadranten findet die Crew das Wrack des lange verschollenen Sternenflottenraumschiffs USS Columbia NX-02, dessen Geschichte mit der Evolution der Borg-Spezies verwoben ist.

#### Typhon Pact
Star Trek: Typhon Pact ist eine Roman-Miniserie, die aus acht Romanen besteht. Auf Englisch erschienen die Bände 2010 bis 2012, auf Deutsch 2013 und 2014. Die Geschichten bauen auf den Ereignissen auf, die in der Trilogie Destiny erzählt wurden. Nach dem verheerenden Angriff der Borg schließen sich die Völker der Romulaner, der Breen, der Tholianer, der Tzenkheti, der Gorn und der Kinshaya zum Typhon-Pakt zusammen, einem Bündnis, das eine Opposition zur Föderation darstellt. Mitglieder des Typhon-Pakts sind es, die in dem Roman Heimsuchung die Raumstation Deep Space Nine zerstören.

#### The Fall
Die fünfteilige Roman-Miniserie Star Trek: The Fall erschien 2013 auf Englisch, baut inhaltlich auf der Serie Typhon Pact auf und spielt in einem 60-tägigen Zeitraum. Die deutschen Ausgaben erschienen 2015 und 2016 bei Cross Cult.

### Autoren
Einer der bekanntesten Autoren von Star-Trek-Romanen ist William Shatner, der Darsteller des Captain Kirk. Er hatte mit der „Tek“-Serie bereits schriftstellerische Erfahrungen im Bereich der Science-Fiction-Unterhaltung gesammelt. Die Figur Kirk steht in Shatners Romanen im Mittelpunkt des Geschehens.
Die meisten Bücher werden dagegen von mehr oder weniger arrivierten Science-Fiction- und Fantasy-Autoren geschrieben. Erwähnenswert sind Diane Duane (über 40 Titel, nur wenige auf Deutsch übersetzt), Diane Carey (über 30 Titel) und John Vornholt (über 20 Titel), außerdem Kevin Dilmore, Esther Friesner, Michael Jan Friedman, Keith DeCandido, Heather Jarman, Una McCormack, Nathan Archer, S. N. Levitt, David R. George, Jeffrey Lang, Kirsten Beyer, Christie Golden, Robert Simpson, S. D. Perry, Dean Wesley Smith, Judith Reeves-Stevens, Garfield Reeves-Stevens, Dayton Ward, J. M. Dillard, Jeri Taylor, Simon Hawke, Ann C. Crispin, Andy Mangels, Michael A. Martin, Josepha Sherman und Margaret Wander Bonanno.

Einige Autoren von Star-Trek-Romanen
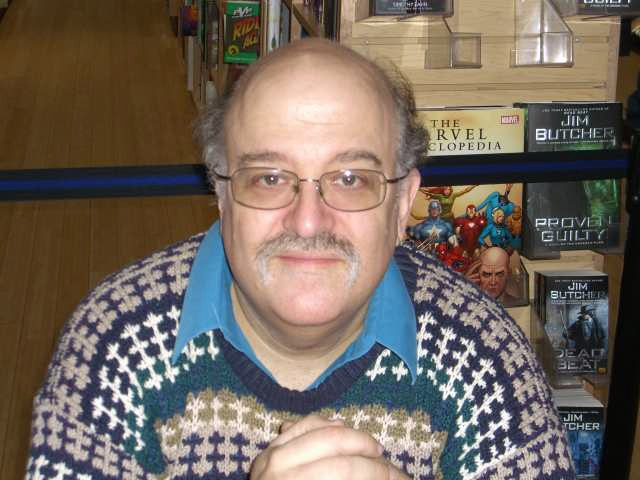
Peter David
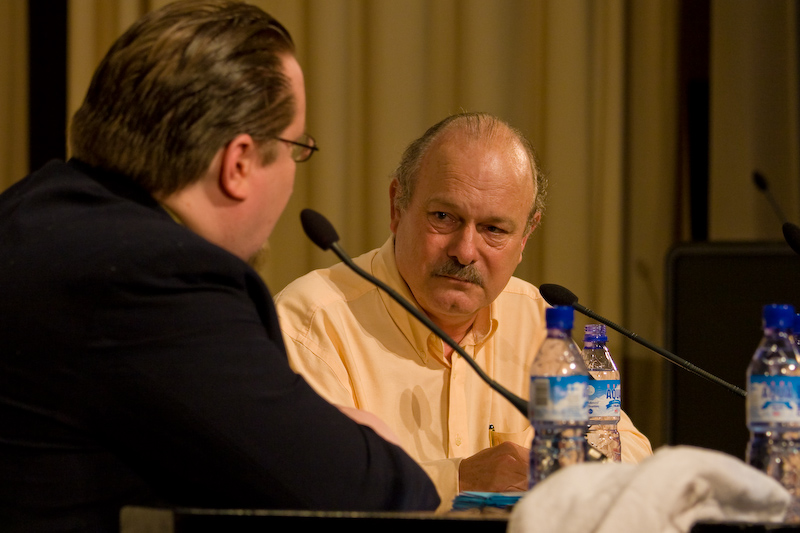
Joe Haldeman
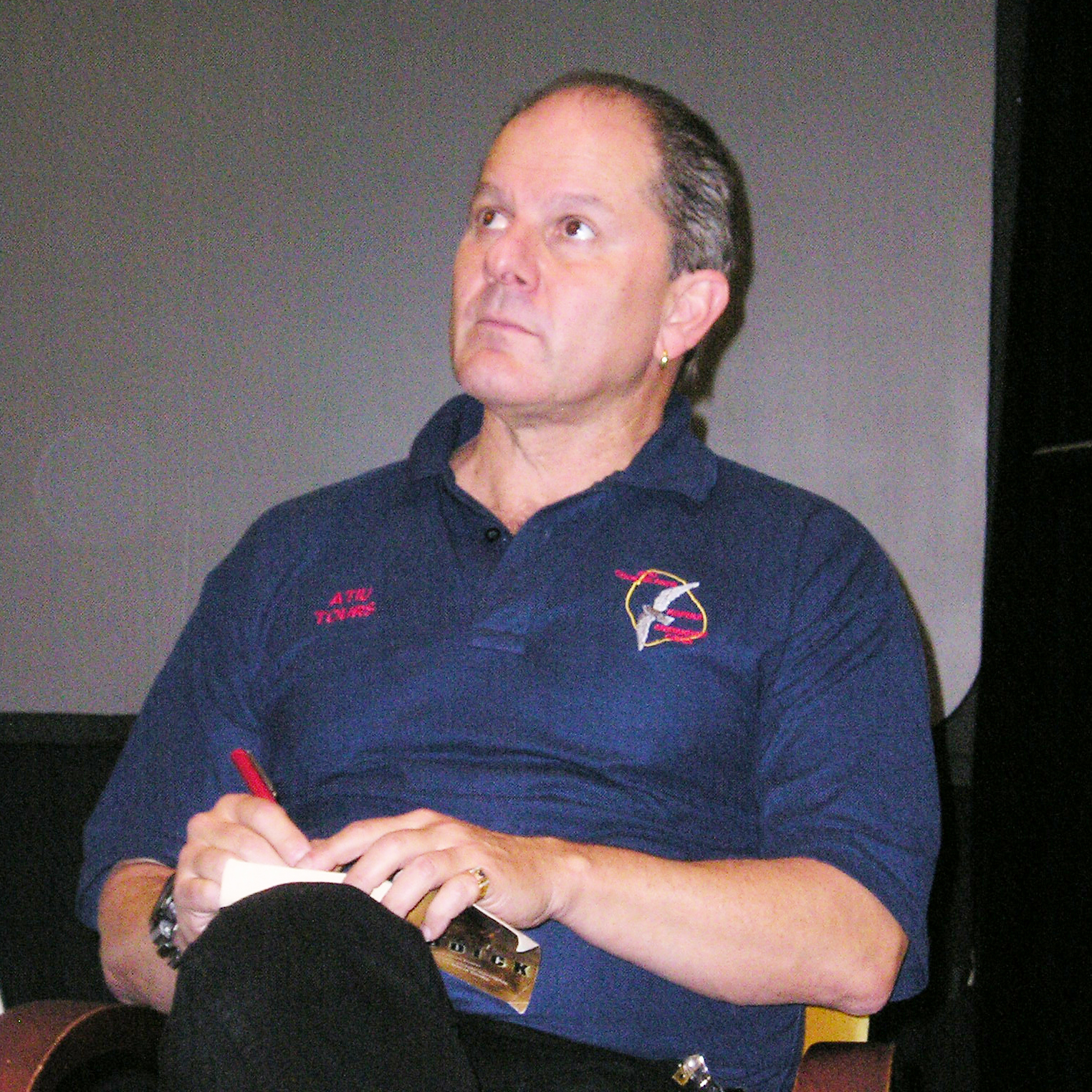
Alan Dean Foster
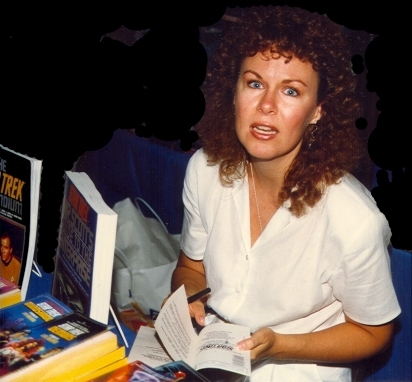
Jeanne Kalogridis schrieb unter dem Pseudonym „J. M. Dillard“

## Comics
Star-Trek-Comics erscheinen seit 1967, zunächst in den USA. Mehrere hundert Neuerzählungen wurden in dieser Form seitdem von den drei Verlagen Gold Key, Marvel und vor allem DC veröffentlicht. Eine Liste aller bisher auf Englisch erschienenen Comics findet sich auf der Seite The Complete Star Trek Comics Index, die zum Internetauftritt des US-Verlags Hasslein Books gehört. Im deutschen Sprachraum verlegten u. a. Koralle, Condor, Ehapa, Hethke, Gabor und Panini einige dieser Publikationen.
Bei Comics gilt eine besondere Einschränkung für die Zeichnung der Figuren, da das Aussehen eines Schauspielers nicht ohne dessen Einwilligung reproduziert werden darf.

## Andere belletristische Werke
- Ira Steven Behr: Die Erwerbsregeln der Ferengi (Heyne Verlag 1997) enthält alle Erwerbsregeln der Ferengi
- Ira Steven Behr, Robert Hewitt Wolfe: Die Mythen und Legenden der Ferengi (Heel Verlag 2000) ist eine Sammlung von Geschichten und philosophischen Betrachtungen rund um die Erwerbsregeln der Ferengi
- Michael Jan Friedman: Starfleet: Year One (Pocket Books 2002) ist ein Buch, das Geschichten kombiniert, von denen jeweils eine – beginnend 1999 mit dem Roman The First Virtue – auf der Rückseite von Star-Trek-Romanen erschienen ist.
- Dean Wesley Smith: Star Trek Voyager presents Captain Proton: Defender of the Earth (Pocket Books 1999) ist eine Anthologie mit Geschichten, die 1939 spielen.
- Klingon Language Institute (Hrsg.): Der klingonische Hamlet (Cross Cult 2015) – klingonische und deutsche Version von William Shakespeares Theaterstück Hamlet
- Innerhalb der Spielbuch-Reihe Which Way Books veröffentlichte das Pocket-Books-Imprint Archway Books auch zwei Star-Trek-Bücher: Voyage to Adventure (Nr. 15, 1984, von Michael J. Dodge) und Phaser Fight (Nr. 24, 1986, von Barbara und Scott Siegel)